# Црква Светог пророка Илије у Горњем Тламину
Црква Светог пророка Илије у Горњем Тламину, насељеном месту на територији општине Босилеград, православни је храм који припада Епархији врањској Српске православне цркве.
Црква скромних димензија, посвећена Светом пророку Илији, саграђена је крајем 19. века.